# Tiglat-Pileser I.
Tiglat-Pileser (iz hebrejske oblike  תִּגְלַת פִּלְאֶסֶר, Tiglath-Pileser akadskega Tukultī-apil-Ešarra, "moje zaupanje je v sinu Ešare")  je bil kralj Asirije, ki je vladal  v srednjeasirkem obdobju od leta 1115 do 1076 pr. n. št. Po mnenju  Georgesa Rouxa je bil »eden od dveh ali treh velikih asirskih vladarjev po Šamši-Adadu I.« Znan je predvsem po svojih velikih vojnih pohodih, navdušenju za gradbene projekte in zanimanju za zbirke klinopisnih tablic«. Med njegovim vladanjem je Asirija postala vodilna sila na Bližnjem vzhodu in taka ostala naslednjih petsto let. Asirsko oblast je razširil v Malo Azijo in Sirijo in do sredozemske obale.  Iz njegovih ohranjenih napisov je razvidno, da je med podložniki in nasprotniki skrbno gojil strah pred njim.

## Pohodi
Tiglat-Pileser I. je  asirski prestol  nasledil leta 1115 pr. n. št.  in postal eden od največjih asirskih osvajalcev.
Prvi pohod leta 1112 pr. n. št. je bil naperjen proti Muškom, ki so zasedli nekaj asirskih pokrajin ob gornjem Evfratu. Zatem je preplavil kraljestvo Komagena in vzhodno Kapadokijo in izgnal Hetite iz asirske province Subartu, severovzhodno od Malatje. 
Na naslednjem pohodu  je asirska vojska prodrla v gorato pokrajino južno od jezera Van in se nato obrnila proti zahodu, da bi podjarmila Malatjo. V petem letu je Tiglat-Pileser napadel mesto Komana v Kapadokiji in dal opise svojih zmag vgravirati v bakrene plošče v trdnjavi, zgrajeni, da bi varovala njegove osvojitve v Kilikiji.
Njegova  naslednja tarča so bili Aramejci v severni Siriji. Na pohodu je prodrl vse do izvirov Tigrisa. Iz asirskih virov je razvidno, da je od leta 1115 do 1077 pr. n. št. izvedel kar 28 pohodov proti Aramejcem. Nadzor nad pomembno cesto proti Sredozemskemu morju je dosegel z osvojitvijo hetitskega mesta Pitru ob izlivu reke Sadžur v Evfrat.  Pohod je nadaljeval v Gubal (Biblos), Sidon in nazadnje Arvad, kjer se je vkrcal na ladjo in odplul na Sredozemsko morje. Na morju je ubil nahiruja - morskega konja, za katerega A. Leo Oppenheim domneva, da je bil samorog. 

## Gradnje
Tiglat-Pileser ni bil samo osvajalec, ampak tudi velik graditelj. V asirski prestolnici so na njegovo pobudo  obnovili templja bogov  Ašurja in Hadada. Domneva se, da je bil eden od prvih asirskih vladarjev, ki je naročil urejanje parkov in vrtov, zasajenih s tujimi drevesi in rastlinami.

## Nasledstvo
Zdi se, da je v zadnjem delu svoje vladavine pohode zaustavil in prešel v obrambo, ker so Aramejci vedno bolj pritiskali na njegovo kraljestvo. Umrl je leta 1076 pr. n. št. Nasledil ga je sin  Ašarid-apal-Ekur. Njegova sinova sta bila tudi kasnejša kralja Ašur-bel-kala in Šamši-Adad IV.